# Rederijbrug
De Rederijbrug is een basculebrug in het het centrum van de Nederlandse stad Rotterdam. De brug overspant de Scheepmakershaven en vormt de overgang van de Rederijstraat naar de Glashaven.
Dit is de tweede brug op deze plaats. Rond 1900 werd een vaste stenen brug gebouwd ter vervanging van de Grote Draaibrug, die tussen 1613 en 1902 de Scheepmakershaven enkele tientallen meters oostelijker overspande. In 1951 is deze vervangen door de huidige beweegbare brug. Aannemer was Gusto Staalbouw.